# Shenzhou 14
Shenzhou 14 – załogowy lot statku kosmicznego typu Shenzhou w ramach chińskiego programu kosmicznego. Trzecia załogowa misja w ramach budowy chińskiej stacji kosmicznej Tiangong, planowanej na lata 2021–2022.

## Załoga

### Podstawowa
- Chen Dong (2) – dowódca
- Liu Yang (2)
- Cai Xuzhe (1)